# Scarabaeus aegyptiorum
Scarabaeus aegyptiorum е вид бръмбар от семейство Листороги бръмбари (Scarabaeidae). Видът не е застрашен от изчезване.

## Разпространение и местообитание
Разпространен е в Египет, Еритрея, Етиопия, Кения, Сомалия, Судан и Танзания.
Обитава гористи местности, пустинни области, места с песъчлива и суха почва, ливади, храсталаци, савани, крайбрежия и плажове.